# Dajon Newell
Dajon Newell (Lakeville, 14 aprile 1992) è un giocatore di football americano statunitense, che gioca come runningback per i Tampere Saints.
Dopo aver giocato al college per gli Augustana Vikings si è trasferito in Finlandia ai Tampere Saints.